# Stade Ahmed Matoire
Stade Ahmed Matoire – to stadion piłkarski w Fomboni na Komorach. Swoje mecze rozgrywa na nim drużyna piłkarska Fomboni FC. Stadion może pomieścić 1000 osób.